# Rottumerplaat
Rottumerplaat es una de las islas Frisias occidentales. Está deshabitada y pertenece administrativamente al municipio de Eemsmond, en la provincia de Groninga, Países Bajos.

## Situación

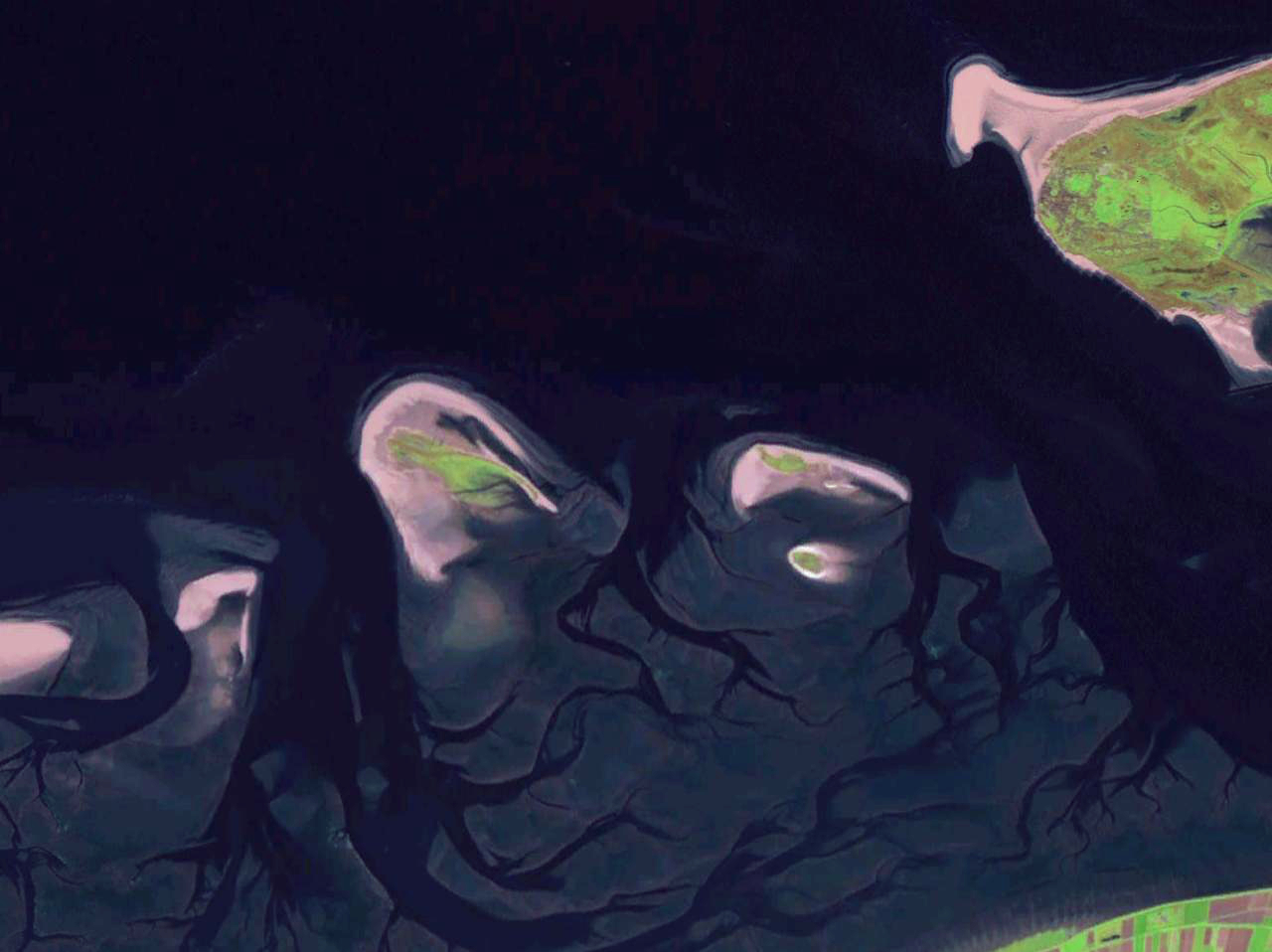
Imagen vía satélite de la isla.

La isla está situada entre Schiermonnikoog (al oeste) y Rottumeroog (al este). Al norte tiene el mar del Norte mientras que al sur está el mar de Frisia. En Rottumerplaat está el punto más septentrional de los Países Bajos.

## Historia
Rottumerplaat existe desde 1833, inicialmente como un islote de arena. Hacia el 1860 éste comenzó a recibir el nombre de islote de Rottumerplaat. En 1950, la Dirección nacional de obras hidráulicas públicas de los Países Bajos (Rijkswaterstaat) construyó un dique con la idea de utilizar Rottumerplaat como un lugar de inicio de unas obras de polderización que se había planificado en al mar de Frisia. Como Rottumeroog, Rottumerplaat se desplaza hacia el este, fruto de la erosión que padece en el lado oeste y la acreción en el este. De 1965 a 1985 su superficie aumentó hasta las 900 hectáreas, pero desde entonces este crecimiento se estancó.
Rottumerplaat está deshabitada, y el acceso está prohibido. La administran la mencionada Rijkswaterstaat, el Servicio Forestal y el Ministerio de agricultura, naturaleza y alimentos. En 1991 se estableció un plan de gestión de Rottumeroog y Rottumerplaat donde se decidió acceder tan sólo dos veces al año para limpiarla de la basura arrastrada por el mar. Aunque padece mucha erosión, la superficie de la isla parece bastante estable (si bien no fija en un punto).

## Fauna
Rottumerplaat es, con Rottumeroog, un área de nidificación de muchas aves.

## Godfried Bomans y Jan Wolkers
Los escritores Jan Wolkers y Godfried Bomans acamparon una semana cada uno durante el verano de 1971, cosa que propagó la fama de la isla. El único contacto con el mundo exterior era radiofónico. Wolkers publicó en 1971 Groeten van Rottumerplaat (Recuerdos desde Rottumerplaat) explicando la experiencia, mientras que Bomans Op Reis rond de Wereld en op Rottumerplaat (Viaje alrededor del mundo y a Rottumerplaat) en 1972.
Actualmente en la isla hay un puesto de observación de aves que cuenta con dos trabajadores permanentes durante la temporada de cría.